# 尹元哲
尹元哲（1989年7月3日—），朝鲜古典式摔跤运动员，平安北道人。2013年世界摔跤锦标赛55公斤级冠军。尹元哲还曾参加2012、2016年夏季奥林匹克运动会。